# 萨拉·康格
萨拉·派克·康格（Sarah Pike Conger，1843年7月24日—1932年2月），又稱康格夫人，美国作家，外交官康格（Edwin Hurd Conger）的夫人，曾随丈夫旅居巴西（1890–93, 1897–98）和清朝（1898–1905）。在清朝期间，萨拉·康格经历了义和团运动，并先后九次觐见慈禧太后，成为第一个与慈禧太后有过密切交往的外交官夫人。

## 生平
萨拉·康格出生于美国俄亥俄州，之后随父母爱德华和劳拉·班布里奇·派克搬到伊利诺伊州盖尔斯堡，在那里其父母协助创办了由美国普救论教会支持的学校－伦巴第学院。伦巴第学院也成为了萨拉（1863届）及其后来丈夫康格（1862届）的母校。两人于1866年在盖尔斯堡结婚。
萨拉·康格随丈夫旅居中国期间，参加了1898年12月13日由英国公使窦纳乐的夫人组织的各国驻华公使夫人们觐见慈禧太后并庆祝其64岁大寿的活动，是次活动是慈禧太后首次接见外国女性。义和团运动之后，萨拉·康格邀请清朝格格和官员的夫人们参加在美国公使馆举办的下午茶点聚会，开创了一种中美妇女俱乐部式的交流形式。之后萨拉·康格还促成美国女画家凱瑟琳·卡爾绘制慈禧太后的巨幅肖像油画，并运到美国参加圣路易斯博览会的展出，最后赠给了美国总统。
回到美国后，康格夫妇在加利福尼亚州的帕萨迪纳定居，1907年其丈夫在那里去世。1909年，萨拉·康格将在中国旅居期间与亲朋好友之间的书信出版了《北京信札》（Letters from China）。后来又创作了一本介绍中国人和中国文化的童书《古老中国和年轻美国》(Old China and Young America）。
1932年去世，之后与丈夫合葬在加利福尼亚州的阿爾塔迪納。